# Chebopa
Chebopa är en ort i Mexiko.   Den ligger i kommunen Tila och delstaten Chiapas, i den sydöstra delen av landet, 700 km öster om huvudstaden Mexico City. Chebopa ligger 1 107 meter över havet och antalet invånare är 236.
Terrängen runt Chebopa är kuperad åt nordost, men åt sydväst är den bergig. Runt Chebopa är det ganska tätbefolkat, med 111 invånare per kvadratkilometer. Närmaste större samhälle är Simojovel de Allende, 15,7 km väster om Chebopa. I omgivningarna runt Chebopa växer i huvudsak städsegrön lövskog.